# Clarke's Head
 (avril 2016).
Si vous disposez d'ouvrages ou d'articles de référence ou si vous connaissez des sites web de qualité traitant du thème abordé ici, merci de compléter l'article en donnant les références utiles à sa vérifiabilité et en les liant à la section « Notes et références ».
Clarke's Head est une localité de Gander Bay North, située sur l'Île de Terre-Neuve, dans la province de Terre-Neuve-et-Labrador, au Canada.